# 居太遗址
居太遗址，位于山西省运城市绛县横水镇居太庄村南，是中华人民共和国山西省文物保护单位之一。
2004年6月10日，授予山西省文物保护单位，是一座古遗址。